# Antonio Irineo Villarreal
Antonio Irineo Villarreal González, gyakran röviden Antonio I. Villarreal (Lampazos, Új-León, 1879. július 3.–Mexikóváros, 1944. december 16.) egy mexikói tanár, politikus, katona, nagykövet és újságíró volt. Kezdetben az anarchista Ricardo Flores Magón köreihez tartozott, később azonban Francisco Ignacio Madero híveként lett a mexikói forradalom fontos szereplője. 1914-ben ideiglenesen Új-León állam kormányzójaként tevékenykedett.

## A forradalom előtt
1879-ben született az új-leóni Lampazos városában. Apja, Próspero Villarreal kereskedelemmel, anyja, Ignacia González a háztartás munkáival foglalkozott. Antonio számára a San Luis Potosíi normáliskolában eltöltött évek voltak a legfontosabbak, itt ismerkedett meg a „mexikói forradalom előfutárainak” is nevezett szabadelvű csoporttal, sőt, 1896-tól 1898-ig a helyi, Ponciano Arriagáról elnevezett szabadelvű kör titkáraként is tevékenykedett.
1899-ben szerezte meg tanári képesítését, a következő évben pedig a villaldamai általános iskola igazgatójává nevezték ki. Azonban időközben kapcsolatokat alakított ki az anarchista Ricardo Flores Magónnal és társaival, ezért letartóztatták, és Villaldamában, majd Monterreyben tartották fogva egészen 1904-ig. Ezután az Amerikai Egyesült Államokba menekült az akkor már ott tevékenykedő Magónékhoz, és segített újságjuk, a Regeneración szerkesztésében. Viszont az amerikai hatóságok is a nyomába eredtek, elfogták, és arizonai, valamint kaliforniai börtönökben tartották fogva 1910-ig. Amikor Magón, Villarreal és Librado Rivera kiszabadultak, korábbi főhadiszállásukra, Los Angelesbe utaztak, és egy mexikói lázadássorozat terveit kezdték el kidolgozni.

## A forradalomban
Az 1910-es választás előtt az ellenzék fő vezetőjévé vált Francisco Ignacio Maderót az évtizedek óta hatalmon levő, sokak által diktátornak érzett Porfirio Díaz letartóztatta, de Maderónak sikerült megszöknie, és november 20-ára meghirdette a fegyveres harcot Díaz ellen. Villarreal ekkor elhagyta a magónista mozgalmat, és Madero pártjára állt.
A fegyveres harc lassan bontakozott ki, és főleg csak az északi országrészben. Villarreal is itt, Chihuahua állam területén harcolt, érdemeiért pedig Madero ezredessé nevezte ki. 1911 májusában a forradalmárok elfoglalták Ciudad Juárezt, délen pedig Emiliano Zapata fenyegette Mexikóvárost, így Díaz elnök kénytelen volt lemondani és Európába menekülni. Ősszel Maderót választották meg elnöknek, aki Villarrealt barcelonai nagykövetté nevezte ki. Itt, Európában kötött házasságot Blanca Sordóval.
1913 februárjában az úgynevezett tragikus tíz nap eseményei során megbukott a Madero-kormány. Amikor Villarreal erről értesült, hazatért Mexikóba, hogy az új elnök, az árulóvá vált Victoriano Huerta ellen harcoljon. Venustiano Carranza kihirdette a Guadalupe-tervet, majd megalakultak a fő hadosztályok: Villarreal júliusban az unokatestvére, Pablo González által vezetett Északkeleti Hadosztályhoz csatlakozott. Augusztustól részt vett több ütközetben is: Nadadoresnél, San Buenaventuránál, Abasolo Viejónál, Abasolo Nuevónál és Congregación Rodrígueznél. Október közepétől Új-Leónban ért el sikereket, ezért emberei ünnepelték és előléptetését követelték. Október 23-án és 24-én Monterreyben ütközött meg a szövetségi hadsereggel, és ugyan itt nem győzött, érdemeiért utólag mégis tábornokká nevezték ki. Az év utolsó és 1914 első hónapjaiban harcolt még Új-León és Tamaulipas több helyszínén is.
1914 elején González rábízta Új-León állam kormányzói feladatait és az állam katonai főparancsnokságát is. Legfontosabb intézkedései a földtulajdont érintették: a föld ezentúl nem a nagybirtokosok, hanem az állam tulajdonába tartozott, a parasztok pedig tőle bérelték. Eltörölte az adósság fejében végzett munkát, a Huertát támogató egyháztól pedig elkobozta birtokaikat.
Az év során azonban egyre élesebb ellentétek alakultak ki az antihuertista forradalmárok között, ezért július elejére Torreón városába összehívták a torreóni konferenciát, hogy megpróbáljanak egyezségre jutni. Az északkeleti hadosztály egyik képviselője Antonio Villarreal volt.
A forradalmárok győzelmeinek köszönhetően Huerta is lemondásra és menekülésre kényszerült. A felkelők, köztük Carranza és Álvaro Obregón oldalán Villarreal is, augusztusban vonultak be diadalmasan a fővárosba. A korábban Huerta ellen küzdő zapatisták azonban szembefordultak Carranza erőivel, ezért Villarreal és Luis Cabrera békítő tárgyalásokat folytatott velük, ám nem jártak sikerrel. Ugyancsak kudarcba fulladt a célok összehangolására létrehozott forradalmi konvent is, amelyet egy ideig Villarreal elnökölt: Zapata és Pancho Villa követői hamarosan végleg ellenségeivé váltak a Carranza-féle alkotmányos mozgalomnak. Az újrakezdődő harc során Villarrealt a carranzista Bravo hadosztály élére nevezték ki, Ramos Arizpénél azonban a villisták Felipe Ángeles vezetésével szétverték őket. Villarreal erői szétszóródtak Új-León területén, majd 1915. március végén Carranza utasítására a Bravo hadosztály új vezetőt kapott Ildefonso Vázquez személyében. Villarreal a texasi San Antonióba emigrált, és 1920-ig ott is maradt.
1920-ban, már Adolfo de la Huerta ideiglenes kormányzása idején visszatért Mexikóba, ahol mezőgazdasági és élelmezési államtitkárrá nevezték ki.

## A forradalom után
1922-ben Új-León szenátorává választásáért folytatott kampányt, azonban a választást elbukta, ezért rövid időre visszatért a magánéletbe. 1923-ban újra feltűnt a harcmezőn: a delahuertista felkelésben vett részt, ahol sikerült elfoglalnia Pueblát. Plutarco Elías Calles kormánya idején, 1924-től 1927-ig Mexikóvárosban élt inkognitóban, majd 1928-ban az akkor újságírással foglalkozó Villarrealt az USA-ba száműzték. 1929-ben előjelölt volt a köztársasági elnöki címre, és részt vett az escobarista felkelésben is. Ezután körülbelül négy évig ismét a texasi San Antonióban élt, majd 1934-ben visszatért Mexikóba, és a Független Pártok Forradalmi Konventje köztársaságielnök-jelöltjévé vált. 1935-től haláláig különböző újságok szerkesztőségében dolgozott, 1940-ben pedig ismét belépett a hadseregbe, ahol a forradalom veteránjainak szövetségéhez tartozott. 1944. december 16-án halt meg a fővárosban, a temetési menet elhaladt a Paseo de la Reforma sugárúton álló Függetlenség-emlékmű körül is.